# Litauen i olympiska vinterspelen 2018
Litauen deltog i de olympiska vinterspelen 2018 i Pyeongchang, Sydkorea, med en trupp på nio atleter (fem män, fyra kvinnor) fördelat på tre sporter.
Vid invigningsceremonin bars Litauens flagga av skidskytten Tomas Kaukėnas.